# Grand Show
Гранд шоу (енгл. Grand show) је била емисија Гранд продукције. Емитовала се од 3. децембра 1998. године када је ова продукцијска кућа и основана а последња емисија је емитована 7. јула 2015. године.
Гранд шоу се емитовала на Првој српској телевизији, Телевизији Б92 за подручје Србије, Радио Телевизији Босне и Херцеговине, Радио Телевизији Републике Српске за подручје Босне и Херцеговине, Нова телевизији за подручје Хрватске, Првој телевизији за подручје Црне Горе и телевизији Канал 5 за подручје Северне Македоније. Емисија се раније емитовала на РТВ Пинк.
Шоу се састојао углавном од певача који промовишу нове песме са својих албума. Као и Гранд парада и овде има Топ-листа као и Естрадна школа, раније и Курсаџије као и разна такмичења попут обичних људи који се такмиче у певању али и у знању о певачима и Гранд дуел.
Гранд шоу се снимала у студију Гранд продукције на Кошутњаку, у Београду.

## Водитељи
- Саша Поповић (1998—2001; 2014—2015)
- Зоран Пејић Пеја (1998—2001)
- Тамара Раонић Поповић (1998—2000; 2002—2006)
- Лидија Вукићевић (2000—2001, привремено; била је стални водитељ Гранд параде)
- Милован Илић Минимакс (2001—2004)
- Инес Гавриловић (2003—2006)
- Сузана Манчић (2003—2006)
- Драгана Катић (2003—2015)
- Тихомир Тепић (2005—2015)

## Глумци
- Бранислав Петрушевић[1]
- Марко Стојановић
- Горан Подлипец
- Димитрије Илић[2]
- Богољуб Митић